# Heinrich I. (Braunschweig-Grubenhagen)
Herzog Heinrich von Braunschweig-Lüneburg, Fürst von Braunschweig-Grubenhagen, genannt der Wunderliche (Mirabilis) (* August 1267; † 7. September 1322 auf der Heldenburg) war seit 1291 der erste Herzog des neu gegründeten Fürstentums Grubenhagen. Der Name Grubenhagen entstand erst um 1617, der vorherige Name des Fürstentums ist unbekannt.

## Leben
Heinrich war ein Sohn Herzog Albrechts I. von Braunschweig-Lüneburg. Ab Ostern 1280 regierte er sein braunschweigisches Herzogtum, zu welcher Zeit er etwa 12 bis 13 Jahre alt gewesen sein wird. Anfangs führte er die Regierung allein, bald aber bis zu der wahrscheinlich im Jahr 1286 gehaltenen Teilung des väterlichen Erbes mit seinen Brüdern Albrecht und Wilhelm gemeinschaftlich. Bei dieser Teilung erhielt Heinrich Grubenhagen, Einbeck, die Hälfte der Stadt Hameln, die braunschweigischen Besitzungen im Eichsfelde zu Gieboldehausen, Duderstadt, Lindau, Seeburg, ferner Osterode, Amelungsborn, den dritten Teil der geistlichen Lehen zu Braunschweig und des Rammelsbergischen Bergbaues und die Forsten um Clausthal. Nach einem Erbstreit einigten sich die drei Brüder im Jahre 1290. Das neu gebildete Fürstentum wurde Braunschweig-Grubenhagen genannt und hatte die Städte Einbeck, Osterode am Harz, Herzberg am Harz und Duderstadt.
Heinrich ging als Begründer der Grubenhagener Welfenlinie in die Geschichte ein. Aufgrund der vorhergehenden Erbstreitigkeiten durften sich die Grubenhagener Welfen nur Herzöge zu Braunschweig nennen, Lüneburg als Namensbestandteil wurde ihnen erst im 16. Jahrhundert zugesprochen. Sein jüngerer Bruder Albrecht der Feiste führte als Herzog Albrecht II., die Linie Braunschweig-Wolfenbüttel fort und sein jüngster Bruder Wilhelm erbte das Haus Braunschweig.
Die Regierung Heinrichs in Grubenhagen ist von vielen Legenden umgeben. Bekannt ist, dass Heinrich viele erfolglose Fehden führte, die eine tiefe Geldnot zur Folge hatten. Dennoch spendete er für Stifte und Klöster in Pöhlde, Katlenburg und Osterode, sowie St. Alexandri in Einbeck. Daher rührt auch sein Beiname der Wunderliche.
Heinrich wurde 1291 vom König das sächsische Pfalzgrafenamt übertragen. Er wurde von einigen Reichsfürsten und Kurfürsten als möglicher Nachfolger von König Rudolf I. aus dem Hause Habsburg gehandelt. An seiner statt wurde jedoch 1291 der relativ unbekannte Graf Adolf von Nassau zum König gewählt.
Er war eine Hauptfigur im Herlingsberger Krieg.
Heinrich starb im Jahre 1322 und wurde im Braunschweiger Dom bestattet. Seine Söhne teilten das Herzogtum unter sich auf; Heinrich wurde Herzog de Graecia (von Griechenland), sein zweiter Sohn Ernst wurde Herzog zu Osterode und sein jüngster Sohn Wilhelm wurde Herzog zu Herzberg. Erst mit Herzog Albrecht II. († 1485) wurde das Herzogtum Grubenhagen wieder vereint.

## Nachkommen
Herzog Heinrich heiratete 1282 die Markgräfin Agnes von Meißen (1264–1322), Tochter des Markgrafen Albrecht des Entarteten aus dem Geschlecht der Wettiner. Aus der Ehe gingen folgende Kinder hervor:
- Alessina (1282–?) ⚭ Graf Friedrich von Beichlingen († 1333)
- Otto (1283–1309)
- Albrecht (1284–1341), Deutsch-Ordens-Komtur zu Meran
- Adelheid (1285–1320) ⚭ Herzog Heinrich VI. von Kärnten (1265–1335)
- Agnes († 1332), Nonne zu Osterode
- Heinrich II. (1289–1351)

1. ⚭ Jutta von Brandenburg-Landsberg, Tochter des Markgrafen Heinrichs von Brandenburg-Landsberg
2. ⚭ Heilwig von Lusignan (Haus Lusignan)

- Adelheid-Irene (1293–1324) ⚭ Kaiser Andronikos III. von Byzanz (1297–1341)
- Ernst (1297–1361)
- Mathilde († 1344) ⚭ Graf Johann II. von Mecklenburg-Werle-Güstrow († 1337)
- Richardis († 1332), Äbtissin von Osterode 1325–1332
- Wilhelm († 1360)
- Johann († 1367), Propst des Stifts Sankt Alexandri in Einbeck